# Selvarasa Pathmanathan
Shanmugam Kumaran Tharmalingam (bí danh Selvarasa Pathmanathan, Kumaran Pathmanathan hay đơn giản KP) (sinh 6 tháng 4 năm 1955) là lãnh tụ của Những con Hổ giải phóng Tamil (Hổ Tamil), một tổ chức ly khai bị liệt kê như là tổ chức khủng bố bởi 32 quốc gia, đến tháng 5 năm 2009, tiến hành một chiến dịch bạo lực để tìm cách tạo ra một nhà nước độc lập Tamil ở phía bắc và phía đông của Sri Lanka. Pathmanathan nằm trong danh sách truy nã của Interpol với vài tội danh khác nhau bao gồm buôn lậu và âm mưu hình sự. Pathmanathan cũng bị cơ quan thi hành luật pháp của Ấn Độ truy nã vì có dính líu với vụ ám sát cựu Thủ tướng Ấn Độ Rajiv Gandhi vào năm 1991 và vụ vi phạm đạo luật khủng bố của Luật chất nổ Ấn Độ. Ông bị bắt ngày 5 tháng 8 năm 2009.

## Dính líu tới Hổ Tamil
Selvarasa Pathmanathan, người từng giữ nhiệm vụ mua võ khí lậu cho Hổ Tamil, lên nhậm chức chỉ huy lực lượng này sau khi quân đội chính phủ Sri Lanka đánh bại phiến quân vào tháng 5 năm 2009 ở vùng Bắc Sri Lanka và giết chết nhân vật lãnh đạo là Velupillai Prabhakaran.
Pathmanathan đã hoạt động ở vùng Đông Nam Á trong những năm gần đó và là một trong số ít thành phần lãnh đạo còn sống sót sau chiến dịch tấn công của quân chính phủ tiêu diệt cơ sở chính quyền Hổ Tamil ở vùng Bắc Sri Lanka và chấm dứt cuộc chiến kéo dài một phần tư thế kỷ. Tuy nhiên Pathmanathan, còn được biết dưới bí danh, KP, đã có nỗ lực phục hồi tổ chức này, và chính quyền Sri Lanka ráo riết săn lùng ông ta.

## Bị bắt
Theo lực lượng Hổ Tamil trong một thông cáo gửi đến báo chí, Pathmanathan bị bắt ngày 5 tháng 8 năm 2009, gần một khách sạn ở Kuala Lumpur, Malaysia. Một trang web thân Hổ Tamil nói Pathmanathan đã đến khách sạn này để gặp thân nhân của nhân vật lãnh đạo chính trị Hổ Tamil bị bắn chết, Balasingham Nadesan. Ông ta rời khỏi phòng để trả lời một cú điện thoại và không thấy quay lại. Thủ tướng Malaysia Najib Razak  không thể xác nhận hay phủ nhận nguồn tin này. "Tôi không có đầy đủ mọi dữ kiện. Tôi phải xem lại đã," ông nói.
Tờ Sri Lanka Island, trích thuật nguồn tin dấu tên, Pathmanathan bị bắt ở Thái Lan. Phát ngôn viên chính phủ Thái Lan Panitan Wattanayagorn bác bỏ việc ông này bị bắt tại đây nhưng cũng cho biết "có tin nói rằng ông này đã từng nhiều lần ra vào Thái Lan." Theo một nguồn tin tình báo quân đội Thái Lan, Pathamanathan đã sử dụng giấy tờ giả trốn lánh ở vùng Bắc nước này từ mấy tháng trước đó. Giới hữu trách Sri Lanka thẩm vấn Pathmanathan ngày 7 tháng 8 sau khi ông này bị đưa về đảo quốc này tới Colombo. Nơi ông bị bắt giữ không dược chính quyền Sri Lanka tiết lộ.